# Parasola lilatincta
Parasola lilatincta är en svampart som först beskrevs av Bender & Uljé, och fick sitt nu gällande namn av Redhead, Vilgalys & Hopple 2001. Parasola lilatincta ingår i släktet Parasola och familjen Psathyrellaceae.  Artens status i Sverige är: Ej påträffad. Inga underarter finns listade i Catalogue of Life.